# Руки в молитві
«Руки в молитві» (нім. Betende Hände) — один із знаменитих малюнків німецького художника Альбрехта Дюрера. В даний час зберігається в галереї Альбертина, Відень.

## Опис

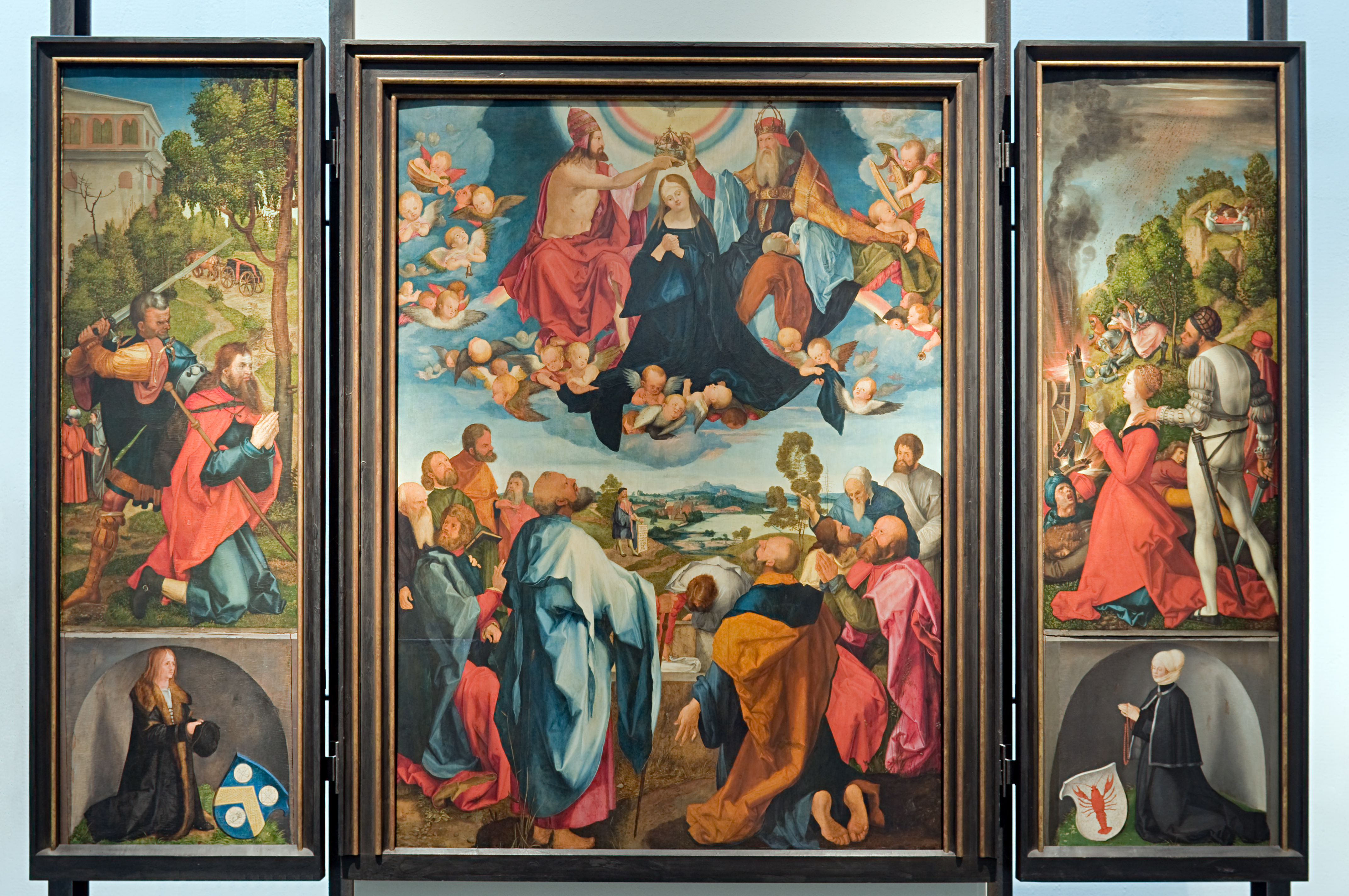
Вівтар Геллера (реконструкція)

Малюнок, на якому зображені дві складені в молитві руки, виконаний пензлем сірим тоном і білилами на синьому ґрунтованому папері і є штудією до центральної частини «Вівтаря Геллера». Дюрер малював власні руки і для зображення правої руки використовував відображення в дзеркалі лівої. Спочатку на цьому ж аркуші паперу перебував ескіз голови апостола. Малюнки були розділені пізніше.
Франкфуртський торговець сукном Якоб Геллер замовив Дюреру картини для вівтаря, який отримав згодом його ім'я. Апостол, що молиться, перебував у правого краю центральної частини вівтаря. В 1614 році герцог Максиміліан Баварський придбав центральну частину вівтаря для своєї колекції творів мистецтва. Не пізніше 1617 року з роботи Дюрера нюрнберзьким художником Йобстом Харріхом була виконана копія для вівтаря, що залишився у Франкфурті. Завдяки цій обставині в даний час можна уявити собі, як виглядав оригінал Дюрера, загиблий в 1729 році при пожежі Мюнхенської резиденції..
«Руки в молитві» — підготовча штудія до «Вівтаря Геллера», проте цей малюнок більш відомий, ніж сам твір:
|  | Ретельність, з якою Дюрер зобразив ці деталі, виправдалася, щонайменше, посмертно. У той час як голі ступні стоїть на колінах на передньому плані апостола викликали в кінці XVI століття справжній «ножний фетишизм», «Руки в молитві» в XX столітті визнані як найпопулярніший мотив Дюрера. Художник зберігав аркуші штудій і неодноразово їх використовував в дещо зміненій формі. Оригінальний текст (нім.) Die Sorgfalt, die Dürer auf diese Details verwandte, zahlte sich zumindest posthum aus. Während die nackten Füße des im Vordergrund knienden Apostels Ende des 16. Jahrhunderts einen wahren Fußfetischismus auslösten, avancierten die „Betenden Hände” im 20. Jahrhundert zu Dürers populärstem Motiv. Der Künstler verwahrte die Studienblätter und griff einige Motive in leicht abgewandelter Form mehrfach wieder auf. |

«Руки в молитві» — твір Дюрера, який найбільш репродукується. Перекладене в скульптурне зображення, воно продається разом з іншими предметами церковного начиння, невеликі рельєфи з «Руками в молитві» вважаються «синонімом благання». Зображення дарувалися на конфірмацію, їм ілюструвалися видання Біблії, воно відтворювалося на листівках з виразом співчуття. У роботах, присвячених кічу, тиражування малюнка Дюрера наводиться як приклад його вищого прояву. В Європі користуються попитом репродукції або невеликі рельєфи «Рук в молитві», в Сполучених Штатах популярні скульптурні версії.
На одному аркуші разом з руками богомольця перебував начерк голови уклінного апостола. Пізніше, коли аркуш було розділено, зображення складених у молитві рук стало символом релігійності.
|  | Відсутність того, кому вони належать, наївно-віруючого апостола, звільняло його руки для іншої інтерпретації, в якій вони шанувалися як руки Бога Отця. Оригінальний текст (нім.) Das Fehlen dessen, dem sie gehören, des naiv-gläubigen Jüngers, gab seine Hände für eine Umdeutung frei, in der sie eine Verehrung erfuhren, als seien sie die Gottvaters. |

Масове тиражування малюнка породило протести. Так, графік Вернер Йюнглинг створив у 1970 році серіографію під назвою «До конфірмації», представивши «Руки в молитві», скріплені один з одним шпилькою зі смушковими гайками.

## Руки молільників у творах Дюрера

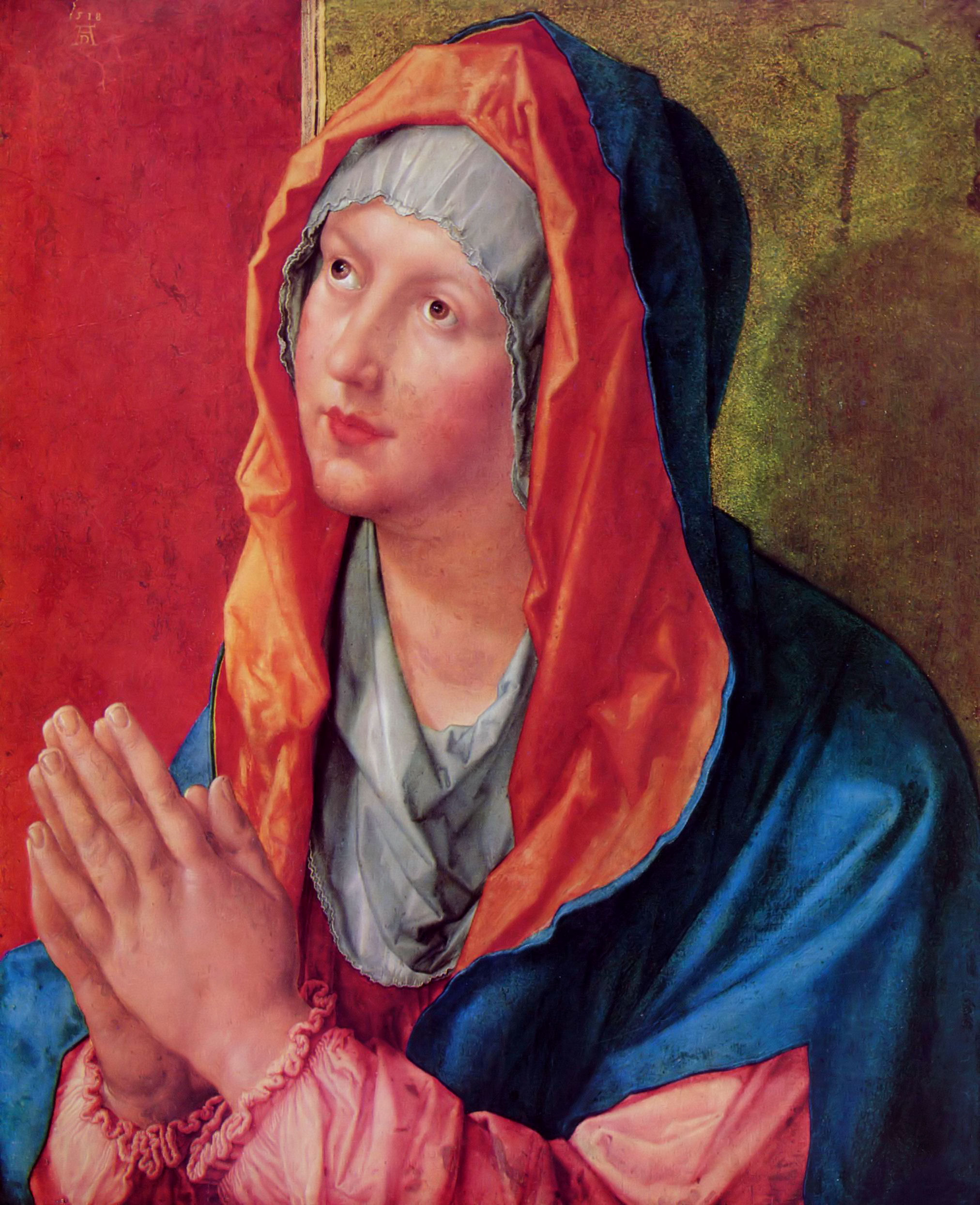
Марія молиться. 1518. Берлінська картинна галерея.
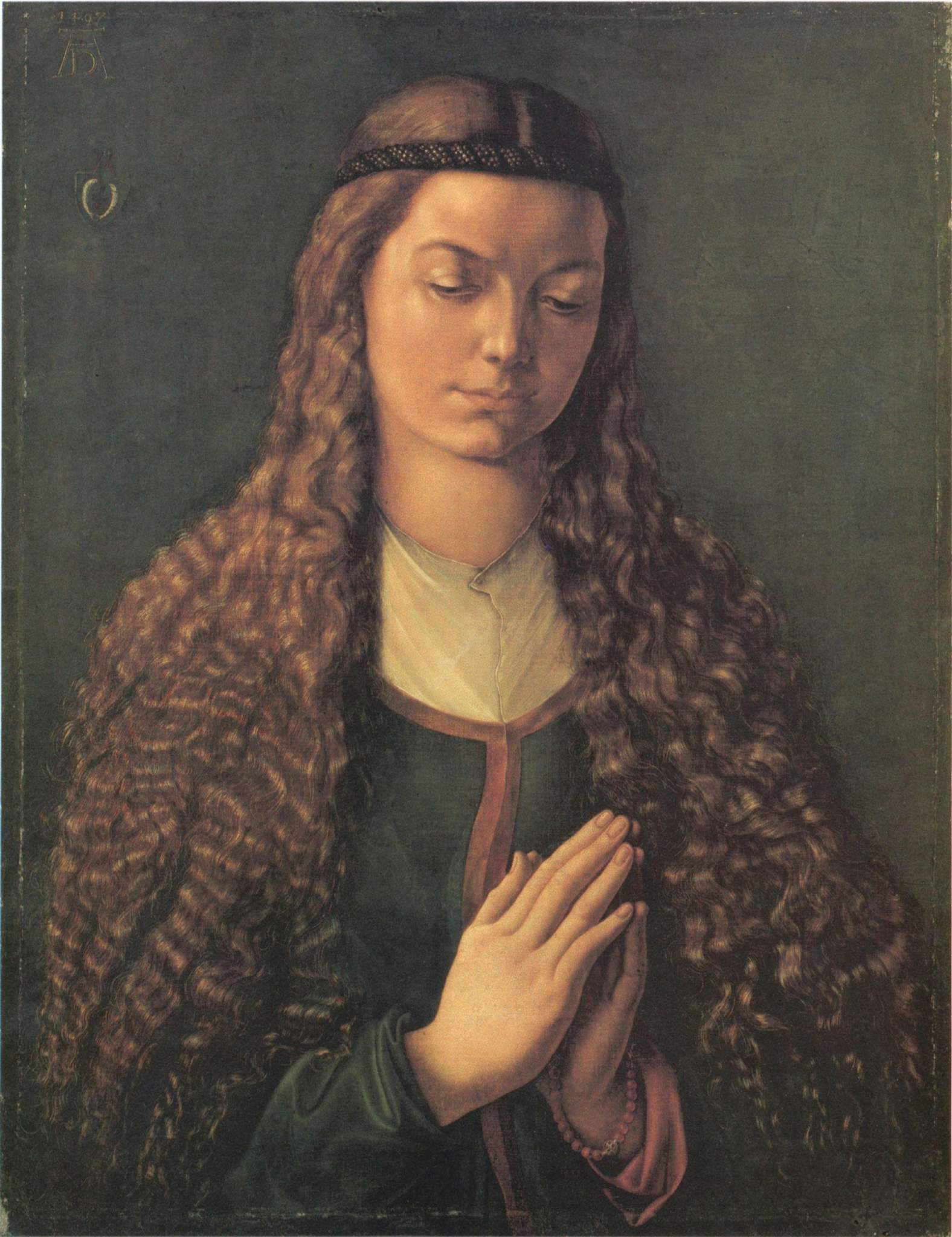
Дівчина з розпущеним волоссям. 1497. Штеделівський художній інститут і міська галерея. Франкфурт
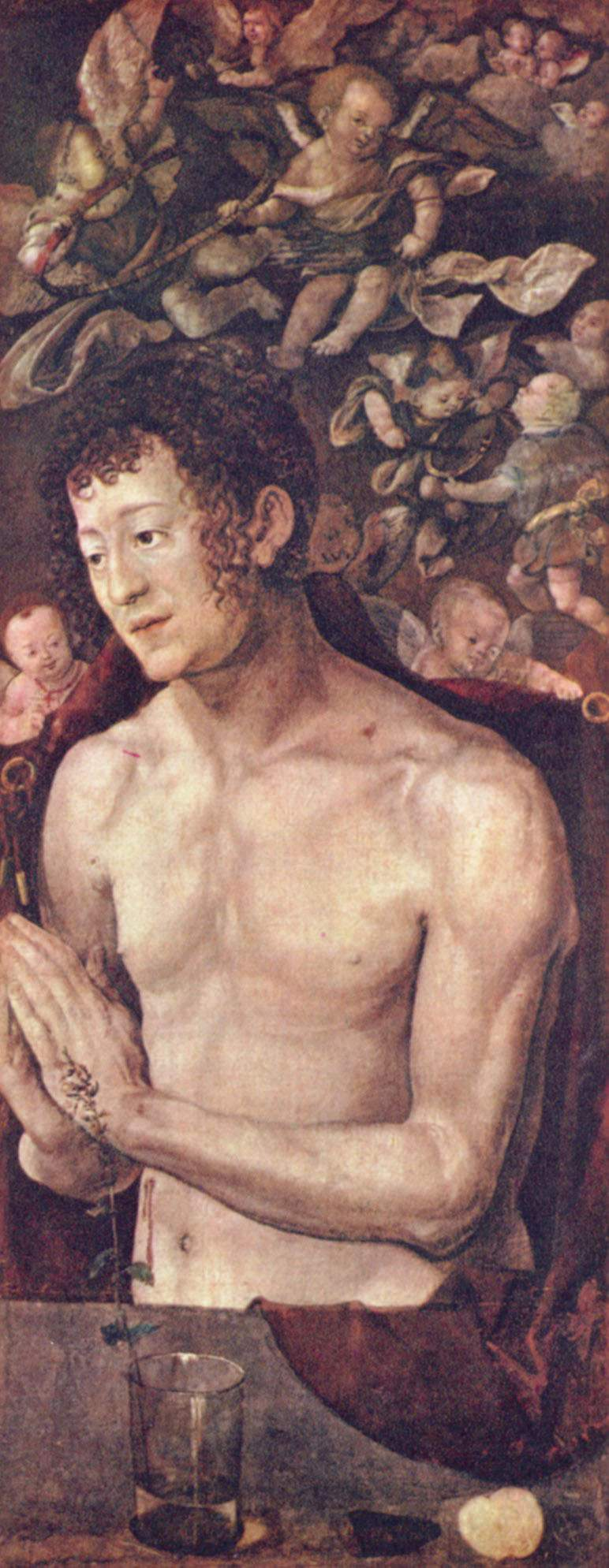
Дрезденський вівтар. Права панель: Св. Себастьян. 1496. Галерея старих майстрів. Дрезден